# 雷于蓝
雷于蓝（1952年9月—），女，汉族，广东台山人，中华人民共和国政治人物。中共中央党校党政管理专业在职研究生学历。

## 生平
生于广东省台山县四九镇，父母为教师，1970年6月参加工作，1974年12月加入中国共产党。历任共青团佛山市委书记，珠海市副市长，中共珠海市香洲区委书记、区长，珠海市市委副书记，江门市委副书记、代市长、市长等职。2003年1月当选广东省人民政府副省长，2008年1月连任。2012年9月辞去副省长职务。2013年，任广东省人大常委会副主任。2016年1月，卸任广东省人大常委会副主任。